# 1985 في فرنسا
فيما يلي قوائم الأحداث التي وقعت خلال عام 1985 في فرنسا.

## سياسة

### تعيين في المنصب
- 1 يناير – ميلوش فورمان رئيس لجنة التحكيم في مهرجان كان السينمائي.
- 23 مارس – جان لوك ميلونشون عضو المجلس العام  [لغات أخرى]‏.

### انتهاء فترة المنصب
- 1 يناير – ميلوش فورمان رئيس لجنة التحكيم في مهرجان كان السينمائي.

## رياضة
- 1 يناير – دورة فرنسا المفتوحة 1985
- 1 يناير – سباق باريس روبيه 1985 الفائزون Bruno Wojtinek [الإنجليزية]‏، مارك ماديوت، شون كيلي.
- 1 يناير – سباق طواف فرنسا 1985 الفائز بيرنار إينو.
- 7 يوليو – جائزة فرنسا الكبرى 1985 الفائز نيلسون بيكيه.

## أفلام
من الأفلام التي صدرت هذه السنة في فرنسا:
- 1 يناير – جوهرة النيل من إخراج لويس تيج.
- 1 يناير – وداعا بونابارت من إخراج يوسف شاهين.
- 1 يونيو – ران من إخراج أكيرا كوروساوا.

## برامج ومسلسلات وأنمي
- المحقق غادجيت

## مواليد

### يناير
- 1 يناير – هكيمكلي دي جي فرنسي.
- 2 يناير – فلوريان فاشون درّاج طريق فرنسي.
- 9 يناير – سدريك سي محمد لاعب كرة قدم جزائري.
- 13 يناير – سول بامبا لاعب كرة قدم إيفواري.
- 20 يناير – كريم عزيزو لاعب كرة قدم مغربي.
- 20 يناير – نجيم مغني فرنسي.
- 22 يناير – محمد سيسوكو لاعب كرة قدم مالي.
- 28 يناير – أرنولد مفويمبا لاعب كرة قدم.
- 29 يناير – أثينا أوناسيس روسيل
- 31 يناير – غريغوري باودج دراج فرنسي.

### فبراير
- 1 فبراير – أودري برغوت لاعبة كرة مضرب فرنسية.
- 8 فبراير – حبيب جان بالدي لاعب كرة قدم فرنسي.
- 11 فبراير – روي كينتاوت لاعب كرة قدم فرنسي.
- 21 فبراير – أنتوان ديفو لاعب كرة قدم فرنسي.
- 22 فبراير – عامر بوعزة لاعب كرة قدم.
- 25 فبراير – جاك فاتي لاعب كرة قدم.
- 27 فبراير – بيب فيليب أماجو لاعب كرة سلة فرنسي.

### مارس
- 4 مارس – ماتيو مونتكور لاعب كرة مضرب فرنسي.
- 6 مارس – باكاي تراوري لاعب كرة قدم.
- 7 مارس – محمد فوفانا لاعب كرة قدم.
- 10 مارس – لاسانا ديارا لاعب كرة قدم.
- 12 مارس – خافيير كوروسين لاعب كرة سلة فرنسي.
- 15 مارس – محيي الدين مخيسي
- 20 مارس – مورغان أمالفيتانو لاعب كرة قدم فرنسي.
- 22 مارس – رشيد بورابيا لاعب كرة قدم فرنسي.
- 27 مارس – غيوم جولي لاعب كرة يد فرنسي.

### أبريل
- 5 أبريل – دانييل كونغري لاعب كرة قدم فرنسي.
- 10 أبريل – لينا جاك سباستيان رياضية فرنسية.
- 15 أبريل – أناييس لاوريندون لاعبة كرة مضرب فرنسية.
- 17 أبريل – جو ويلفرد تسونجا لاعب كرة مضرب فرنسي.
- 19 أبريل – لاكريم lacrim.
- 19 أبريل – نيكولاس موريس بيلاي لاعب كرة قدم فرنسي.
- 29 أبريل – نورة حمزاوي ممثلة فرنسية.

### مايو
- 1 مايو – بيار كامبانا سائق رالي فرنسي.
- 4 مايو – بوفار كريم لاعب كرة قدم سويدي.
- 8 مايو – سيدريك بينو درّاج طريق فرنسي.
- 14 مايو – بابتيست مارتين لاعب كرة قدم فرنسي.
- 15 مايو – كارل مجاني لاعب كرة قدم جزائري.
- 18 مايو – فنسنت جاي لاعب بياثلون فرنسي.
- 21 مايو – كميل أيجلون لاعبة كرة يد فرنسية.
- 22 مايو – مامادو دياكيتي
- 25 مايو – دمبا با لاعب كرة قدم سنغالي.
- 28 مايو – سيمون بوبلين لاعب كرة قدم فرنسي.

### يونيو
- 1 يونيو – جوليان الفارس درّاج طريق فرنسي.
- 7 يونيو – فايزة غوين كاتبة جزائرية.
- 16 يونيو – فرانسيس نغانغا لاعب كرة قدم كونغولي.
- 17 يونيو – جين بابتيست بيرازي لاعب كرة قدم فرنسي.
- 21 يونيو – آمال بنت
- 25 يونيو – كريم مطمور لاعب كرة قدم جزائري.
- 26 يونيو – إنديلا مطربة وكاتبة أغاني فرنسية.
- 28 يونيو – أحمد القنطاري لاعب كرة قدم فرنسي.

### يوليو
- 1 يوليو – ليا سيدو ممثلة فرنسية.
- 8 يوليو – رومالد بوكو لاعب كرة قدم.
- 13 يوليو – يوهان باسف دوكتيل لاعب كرة سلة فرنسي.
- 16 يوليو – رومان جوان لاعب كرة مضرب فرنسي.
- 22 يوليو – بوكاري درامي لاعب كرة قدم.
- 26 يوليو – آرثر دوبونت ممثل فرنسي.
- 26 يوليو – غايل كليشي لاعب كرة قدم فرنسي.
- 28 يوليو – ماثيو ديبوتشي لاعب كرة قدم فرنسي.
- 29 يوليو – ستيفان أوونا لاعب كرة قدم فرنسي.
- 31 يوليو – ريمي دي جريجوريو درّاج طريق فرنسي.

### أغسطس
- 2 أغسطس – جيمي برياند لاعب كرة قدم فرنسي.
- 3 أغسطس – يوهان لابيير لاعب كرة قدم فرنسي.
- 6 أغسطس – بافيتيمبي غوميس لاعب كرة قدم.
- 6 أغسطس – ميكايل ديلاج درّاج طريق فرنسي.
- 7 أغسطس – لوك بيرين لاعب كرة قدم فرنسي.
- 30 أغسطس – ليزا ديل سييرا
- 30 أغسطس – مصطفى العطرسي
- 31 أغسطس – الإمام سيدي

### سبتمبر
- 4 سبتمبر – وليد مسلوب لاعب كرة قدم فرنسي.
- 10 سبتمبر – لوران كوشيلني لاعب كرة قدم فرنسي.
- 20 سبتمبر – رونالد زوبار لاعب كرة قدم فرنسي.
- 21 سبتمبر – جان لويس ليكا لاعب كرة قدم فرنسي.
- 26 سبتمبر – مات بوكورا
- 28 سبتمبر – جان ميشال ميبوكا لاعب كرة سلة فرنسي.

### أكتوبر
- 2 أكتوبر – سمير مالكويت لاعب كرة قدم فرنسي.
- 4 أكتوبر – جوليان سيمون درّاج طريق فرنسي.
- 11 أكتوبر – مهدي كروش لاعب كرة قدم جزائري.
- 27 أكتوبر – لاريسا لاندري لاعبة كرة يد فرنسية.
- 28 أكتوبر – غايتان تيني لاعبة كرة قدم فرنسية.

### نوفمبر
- 12 نوفمبر – عدلان قديورة لاعب كرة قدم جزائري.
- 28 نوفمبر – شايم مغنية فرنسية.

### ديسمبر
- 5 ديسمبر – أندريه بيير جينياك لاعب كرة قدم فرنسي.
- 6 ديسمبر – ماكس هيلير لاعب كرة قدم فرنسي.
- 14 ديسمبر – توماس لباس دراج فرنسي.
- 27 ديسمبر – عادل رامي لاعب كرة قدم فرنسي.
- 28 ديسمبر – بينوا تريموليناس لاعب كرة قدم فرنسي.

## وفيات

### يناير
- 1 يناير – فليكس ترومب (مواليد 1906) مهندس فرنسي.
- 2 يناير – جاك دي لاكروتل (مواليد 1888) روائي فرنسي.
- 5 يناير – رايموند فنسون (مواليد 1908) كاتبة فرنسية.
- 7 يناير – جول فاندورين (مواليد 1908) لاعب كرة قدم فرنسي.

### فبراير
- 8 فبراير – لويس كابوت (مواليد 1921)

### مارس
- 2 مارس – جولي فلاستو (مواليد 1903) لاعبة كرة مضرب فرنسية.
- 24 ديسمبر – مارسيل نواك (مواليد 1934) لاعب كرة قدم فرنسي.

### أبريل
- 11 أبريل – أوقست برونر (مواليد 1894) ثيولوجي ألماني.
- 12 أبريل – إدوارد باومان (مواليد 1895) لاعب كرة قدم فرنسي.

### مايو
- 24 مايو – ميشال أكوشاغ (مواليد 1905) مهندس معماري فرنسي.

### يونيو
- 6 يونيو – فلاديمير جانكلفتش (مواليد 1903) فيلسوف فرنسي.
- 8 يونيو – فريتز كيليه (مواليد 1913) لاعب كرة قدم فرنسي.

### يوليو
- 11 يوليو – جورج فيرييه (مواليد 1909) لاعب كرة قدم فرنسي.

### أكتوبر
- 23 أكتوبر – سالفيه اتشار (مواليد 1924) كاتب فرنسي.

### نوفمبر
- 1 نوفمبر – لوسيان ميتشارد (مواليد 1903) درّاج طريق فرنسي.
- 5 نوفمبر – جان تيودور ديلاكور (مواليد 1890)
- 24 نوفمبر – رينيه بارجافيل (مواليد 1911) كاتب فرنسي.
- 27 نوفمبر – أندري هونبال (مواليد 1896) مخرج أفلام فرنسي.
- 28 نوفمبر – فرنان بروديل (مواليد 1902)
- 30 نوفمبر – مارك أريان (مواليد 1926) مغني فرنسي.

### ديسمبر
- 24 ديسمبر – مارسيل نواك (مواليد 1934) لاعب كرة قدم فرنسي.